# Source Serif
Source Serif (auch Source Serif Pro oder Source Serif 4) ist eine Schriftart, welche von Frank Grießhammer für Adobe entworfen wurde.
Sie kann zur Klasse der Barock-Antiqua oder der  serifenbetonten Linear-Antiqua gezählt werden und wurde als Gegenstück zur serifenlosen Source Sans entwickelt. Wie diese wurde sie unter der SIL Open Font License veröffentlicht.
Die Quelldateien der Schriftart sind auf Github verfügbar.
Grießhammer ließ sich während der Entwicklung der Source Serif Pro von den Arbeiten des Typografen Pierre Simon Fournier inspirieren.

## Schriftschnitte
Die Schriftart besteht aus folgenden zwölf Schriftschnitten:
- Source Serif 4 ExtraLight

Source Serif 4 ExtraLight Italic
- Source Serif 4 Light

Source Serif 4 Light Italic
- Source Serif 4 Regular

Source Serif 4 Italic
- Source Serif 4 SemiBold

Source Serif 4 SemiBold Italic
- Source Serif 4 Bold

Source Serif 4 Bold Italic
- Source Serif 4 Black

Source Serif 4 Black Italic